# 雪苺娘
雪苺娘（ゆきいちご）とは、1998年から山崎製パンで販売している洋菓子である。ホイップクリームとスポンジケーキ、イチゴを和菓子で使われる求肥で包んだもの。和洋折衷のおいしさを楽しむ。
「雪苺娘」の製法を使用しながら、黒い素材にこだわって仕上げた「雪娘（黒）」（ゆきむすめ くろ）という類似製品も存在した。
バレンタインスイーツとして「雪苺娘 チョコ」が販売された。
通常は求肥が白だが、コンビニ限定品として求肥が紅いもの、紅白セットのものがある。「雪苺娘 紅」として求肥が紅で中のクリームも苺クリームを使用したものが販売されることもある。
コンビニやスーパー以外でも御土産として駅の売店などで売られている。